# Manuel Espín Salvador
Manuel Espín Salvador   (Vallat, 1 de gener de 1912 - Barcelona, 23 d'octubre de 1998) va ser un periodista esportiu català especialitzat en les cròniques sobre el bàsquet.
Va començar col·laborant amb El Matí, un diari catòlic en català que es va editar a Barcelona abans de la Guerra Civil. Un cop acabat el conflicte treballà a El Mundo Deportivo, on fou cap de la secció de basquetbol fins gairebé els anys 80. El 1979 va rebre la placa al mèrit de la Federació Espanyola de Basquetbol. També col·laborà amb Ràdio Barcelona i Ràdio Espanya de Barcelona. Fins als anys noranta continuà publicant articles, alguns sota el pseudònim Roger en honor al seu net.
Va escriure el llibre Nuestros ases (1983-1987), on repassava la trajectòria de grans jugadors de bàsquet de totes les èpoques. També participà en la redacció de La historia del basket español (1986), que es publicà per fascicles a El Mundo Deportivo, i Dinastías del basket (1988).